# Tableaux d'une exposition
Pour l’article homonyme, voir Tableaux d'une exposition (film).
Tableaux d'une exposition, (en russe : Картинки с выставки, Kartinki s vystavki) est une « série de dix pièces pour piano »  entrecoupées de « promenades », composée par Modeste Moussorgski en juin et juillet 1874. L'œuvre est dédiée à Vladimir Stassov.
De nombreuses fois arrangée et transcrite pour diverses formations, c'est dans l'orchestration symphonique réalisée par Maurice Ravel en 1922 que l'œuvre est la plus jouée et enregistrée.

## Historique

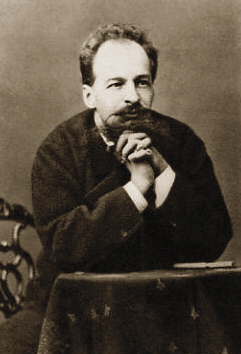
Viktor Hartmann (1834–1873)

C'est probablement en 1870 que Moussorgski a rencontré l'artiste et architecte Viktor Hartmann. Les deux hommes se sont consacrés à la cause de l'art russe et sont rapidement devenus amis. Leur rencontre a probablement été organisée par l'influent critique Vladimir Stassov qui a suivi leurs deux carrières avec intérêt.
Hartmann meurt d'un anévrisme en 1873. La perte soudaine de l'artiste, âgé de seulement 39 ans, secoue Moussorgski comme beaucoup d'autres dans le monde de l'art de la Russie. Stassov a aidé à organiser une exposition de plus de 400 œuvres d'Hartmann à l'Académie des Beaux-Arts de Saint-Pétersbourg, en février et mars 1874. Moussorgski a prêté des œuvres de sa collection personnelle pour l'exposition et a visité cette dernière en personne. Tout rempli des émotions suscitées par cette exposition, il a composé les Tableaux d'une exposition en six semaines. La musique évoque la visite imaginaire d'une collection d'art. Les titres des différents mouvements font allusion à des œuvres d'Hartmann présentées à cette exposition. Moussorgski a décrit l'élaboration de l'œuvre dans une lettre (voir photo) à Stassov en juin 1874 :
« Mon cher généralissime, Hartmann bouillonne comme bouillonnait Boris, – des sons et des idées sont suspendus en l'air, je suis en train de les absorber et tout cela déborde, et je peux à peine griffonner sur le papier ; je suis en train d'écrire le no 4. Les transitions sont bonnes (la promenade). Je veux travailler plus rapidement et de manière plus sûre. Mes états d'âme peuvent être perçus durant les interludes. Jusqu'à présent, je pense que c'est bien tourné… »

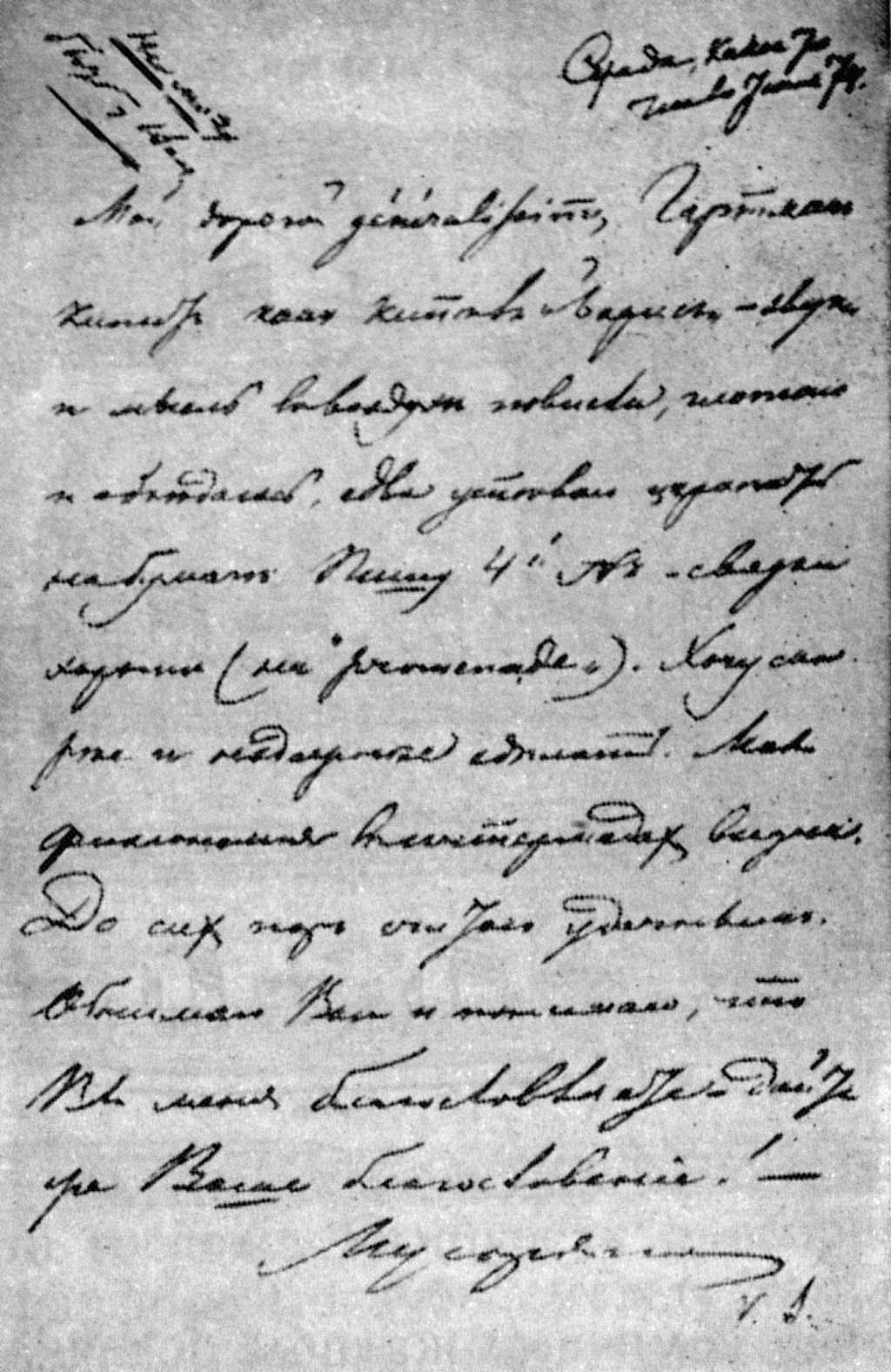
Lettre de Moussorgski à Stassov en juin 1874, alors qu'il compose les Tableaux.

Moussorgski a fondé sa musique sur des dessins et aquarelles de Hartmann exécutés surtout pendant les voyages de l'artiste à l'étranger. On y trouve la Pologne (Bydło, un chariot polonais), la France (Tuileries, Limoges, le marché, Catacombes de Paris) et l'Italie (Le vieux château) ; le mouvement final est associé à un projet architectural pour la capitale de l'Ukraine (La Porte Bogatyr, ou Porte du chevalier). Aujourd'hui, la plupart des dessins de l'exposition Hartmann sont perdus, ce qui rend impossible l'identification certaine des œuvres d'Hartmann que Moussorgski avait à l'esprit. Le musicologue Alfred Frankenstein, dans un article de 1939 pour The Musical Quarterly, a affirmé avoir identifié sept dessins par leur numéro sur le catalogue: Deux Juifs : riche et pauvre (Frankenstein a proposé deux portraits séparés, qui existent encore, comme base pour Samuel Goldenberg et Schmuyle), Gnomus, Tuileries (aujourd'hui perdu), Ballet des poussins dans leurs coques (un projet de costumes de ballet), Catacombae, La Cabane sur des pattes de poule (Baba Yaga), et la porte Bogatyr.
Moussorgski relie les mouvements de la suite d'une manière qui présente l'évolution du visiteur au cours de l'exposition. Deux mouvements de Promenade constituent en fait des introductions vers des sections principales de la suite. Leur rythme de marche où se mêlent régularité et irrégularités, évoque la progression de la visite. Trois interludes sans titre présentent des formes courtes de ce thème, en variant l'humeur, la couleur et la tonalité dans chacun pour proposer une réflexion sur une œuvre que l'on vient de voir ou anticipant sur une nouvelle œuvre entrevue. Un tournant apparaît dans la composition avec Catacombes lorsque le thème de la Promenade cesse de fonctionner comme un simple dispositif de liaison et devient, dans le Cum mortuis, une partie intégrante du mouvement lui-même. Le thème atteint son apothéose dans le final de la série, la Porte Bogatyr.

## Éditions
Comme pour la plupart des œuvres de Moussorgski, la publication des Tableaux d'une exposition a une histoire très compliquée. Bien que composée très rapidement (du 2 au 22 juin 1874), l'œuvre n'a paru en version imprimée qu'en 1886 (cinq ans après la mort du compositeur), grâce à une édition effectuée par son grand ami Nikolaï Rimski-Korsakov. Cette publication, d'ailleurs, n'était pas une image très fidèle de la partition de Moussorgski, mais présentait un texte édité et révisé qui a été en partie retravaillé et qui contenait un nombre important d'erreurs et de contresens.
C'est seulement en 1931, plus d'un demi-siècle après la composition de l'œuvre, que les Tableaux d'une exposition ont été publiés dans une édition critique en accord avec le manuscrit du compositeur. En 1940, le compositeur italien Luigi Dallapiccola a publié une édition critique importante de l'œuvre de Moussorgski avec des commentaires. Le manuscrit écrit de la main de Moussorgski a été publié en fac-similé en 1975.

## Inspiration
Inspirés par une exposition du peintre Viktor Hartmann, un ami du compositeur décédé un an auparavant, seuls six tableaux présentés dans l'œuvre subsistent de nos jours : 
- un dessin de costume d'oisillon (Ballet des poussins) ;
- deux portraits de juifs (Goldenberg et Schmuyle) ;
- une aquarelle des catacombes de Paris (Catacombes) ;
- une représentation de la maison de Baba Yaga (La cabane sur des pattes de poule) ;
- le plan d'une porte monumentale (Porte de Kiev).

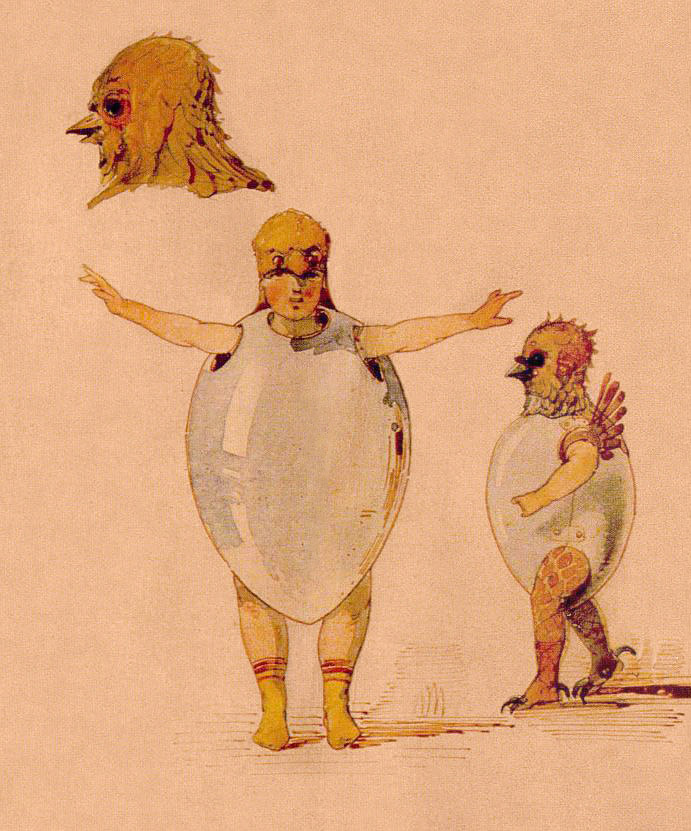
Esquisse pour le ballet Trilby (Le Ballet des poussins)
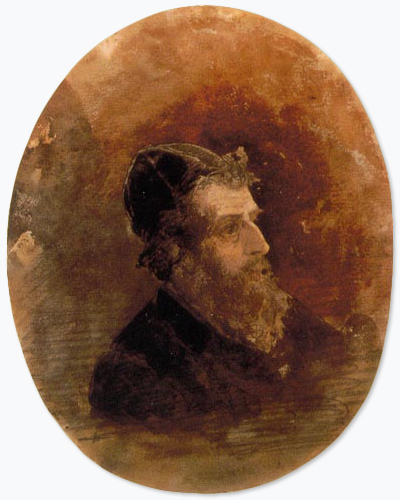
Le juif riche (Goldenberg et Schmuyle)
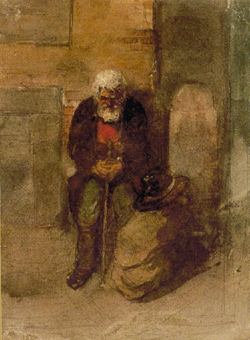
Le juif pauvre (Goldenberg et Schmuyle)

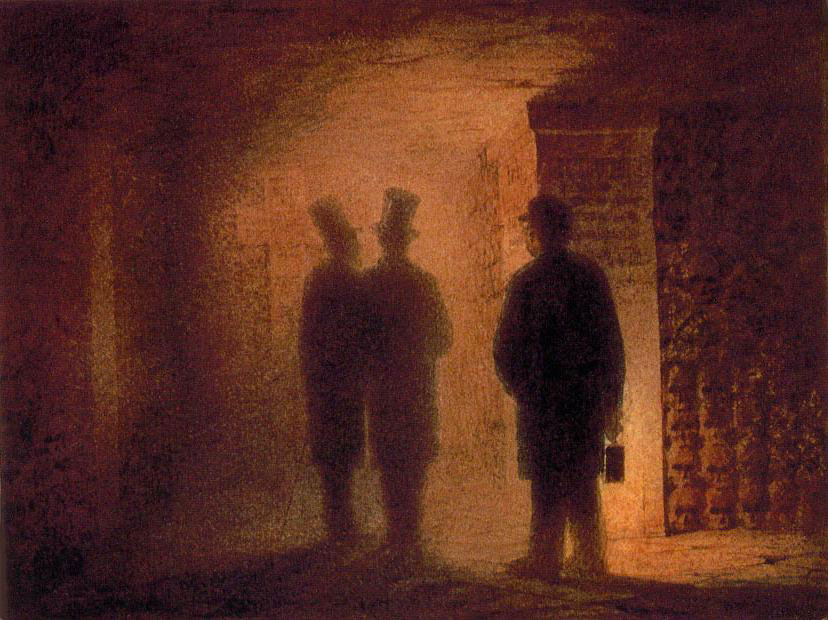
Les catacombes de Paris (Catacombes)
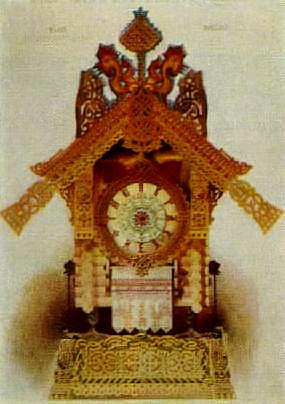
La maison de Baba Yaga (La cabane sur des pattes de poule)
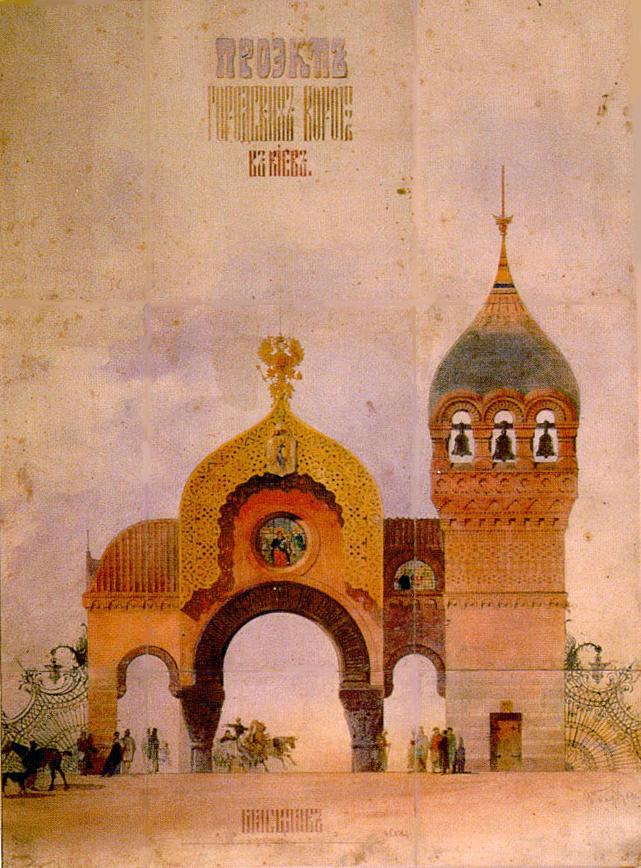
Plan pour la grande porte de Kiev (Porte de Kiev)

Les différentes pièces sont précédées du thème Promenade et entrecoupées de promenades symbolisant la déambulation du visiteur entre les tableaux.
L'exécution de l'ensemble des pièces dure environ trente minutes.

## Mouvements des scènes
Les Tableaux d'une exposition sont un exemple brillant de musique à programme avec ses particularités. Des tableaux représentant des tranches de vie réelle y côtoient le fantastique des contes et des réminiscences du passé. Les mouvements sont reliés entre eux par l'intermède thématique Promenade qui représente la pérégrination de Moussorgski dans les allées et son passage d'un tableau à un autre (« Ma physionomie se montre dans les intermèdes » a écrit le compositeur à Stassov). Notons cependant que les 2e, 3e et 4e apparitions de la Promenade n'ont pas de titre dans le manuscrit du compositeur. Une telle thématique pour la construction d'un cycle reste en tout cas unique dans les annales de la musique.
D'après les témoignages des contemporains, Moussorgski était un pianiste accompli, qui subjuguait littéralement ses auditeurs et pouvait tout interpréter. Et cependant il composa relativement peu de musique instrumentale car l'opéra fut sa forme de prédilection. L'opéra apparaît d'ailleurs en filigrane dans les Tableaux qui peuvent se concevoir comme un théâtre musical avec un seul acteur. Avec la seule aide du piano, l'auteur applique les principes d'intonation dramatique qu'il avait inventés, et dynamise le développement expressif de la musique par des oppositions audacieuses, des contrastes soudains, des transformations thématiques inattendues. Moussorgski pose le problème de la réalisation d'un portait psychologique en explorant en profondeur ses personnages, ce qui distingue assez fortement son travail de la simplicité des dessins de Hartmann.
L'auteur nomma ses mouvements dans l'une ou l'autre des langues en relation avec le tableau choisi, mais chacun est en outre doté d'une appellation en russe.

### Promenade

Les 3e et 4e mesures de la Promenade.

(Si bémol majeur, mesure originellement à 11/4, dans les éditions publiées, en alternance 5/4 et 6/4) (Allegro giusto, nel modo russico ; senza allegrezza, ma poco sostenuto)
Le thème de ce mouvement se reproduit plusieurs fois au long du cycle. Il rappelle les chansons populaires russes où la mélodie commence à une voix puis est reprise par le chœur. Dans la mélodie elle-même est utilisée l'échelle caractéristique à cinq tons – pentatonique – énoncée dans la tessiture d'une voix de mezzo-soprano, imitant en quelque sorte la façon populaire de chanter, chose qu'on retrouve par exemple dans certaines compositions de Tchaïkovsky comme les mélodies Juillet et Novembre du cycle Les saisons. Dans le mouvement, le changement de métrique entre 
 et 
, le rythme libre du refrain cadre mal avec les standards rythmiques de la musique classique occidentale, de même que la succession bousculée de temps forts et faibles qui font que le début des phrases mélodiques tombe à chaque fois sur des temps différents des mesures. Tout dans ce mouvement – la mélodie, la tonalité, le rythme, le tempo – va dans le sens d'une sensation de lumière, d'espace et d'une insouciante innocence.
Dans ce thème, c'est lui-même que Moussorgski a voulu représenter, passant d'un tableau à l'autre. La ligne mélodique dans la majorité des intermèdes est jouée assez pesamment et on a parfois l'impression d'y trouver une imitation du pas du compositeur.
Le thème de "Promenade" varie un peu d'intermède en intermède montrant par là le changement d'humeur de l'auteur. La tonalité se modifie et la modulation prépare l'auditeur au mouvement suivant. Au début on entend des intermèdes entre chacun des mouvements, puis de plus en plus rarement comme si le visiteur se plongeait de plus en plus dans chaque tableau et faisait de moins en moins attention aux transitions.
Il est intéressant que Moussorgski dans les lettres à ses amis nomme les mouvements des tableaux des "intermezzi" comme s'il considérait que la Promenade était en fait le thème principal, traitant l'entière composition comme un rondo. Pour cette raison, les "Tableaux d'une exposition" sont parfois qualifiés de Rondo-Suite.

### Gnomus
(Mi bémol mineur, mesure à 3/4) (Sempre vivo)
Sur l'esquisse de Hartmann qui a été perdue était représenté un jouet de Noël qui servait de pince pour ouvrir des noix (un casse-noisettes, donc !) sous la forme d'un nain aux jambes tordues. Dès le début chez Moussorgski la figure immobile du gnome s'anime. Ce mouvement dynamique transpose en rythmes saccadés et en tournants mélodiques les grimaces du gnome gambadant et l'auditeur admire comme il saute d'un endroit à l'autre et s'immobilise. La tonalité choisie mi bémol mineur est assez sombre mais l'harmonie débridée et les courts accents à la conclusion des phrases donnent à la musique un caractère ludique plaçant le tragique dans une atmosphère de conte.
Dans la partie centrale, qui exprime plus en profondeur les caractéristiques du personnage, le gnome, lors d'un de ses déplacements semble s'arrêter et comme réfléchir (cela souligné par la mise en branle des basses) ou simplement essaye de reprendre son souffle, et à certains moments semble s'effrayer comme s'il flairait un danger (répétition de la phrase brisée de la première partie). Chaque tentative d'interruption calme se conclut par un moment d'inquiétude alarmée. Finalement, le gnome n'arrive pas à trouver de repos et la partie centrale passe à un point culminant fortissimo – une ligne chromatique descendante aux accents tragiques qui exprime la souffrance et le désespoir.
Enfin revient, quelque peu distant, le thème de la première partie qui s'épuise dans un trait rapide qui emporte avec lui les impressions du gnome.

### Promenade
(La bémol majeur, mesure en alternance 5/4 et 6/4) (Moderato comodo e con delicatezza)
L'intermède retentit, dans un autre registre et avec une nouvelle harmonisation, doux et pensif, comme une transition vers le tableau suivant.

### Il Vecchio Castello
(Sol dièse mineur, mesure à 6/8) (Andante molto cantabile e con dolore)
Le mouvement est construit d'après une aquarelle de Hartmann qu'il avait peinte quand il étudiait l'architecture en Italie. Dans les souvenirs de Stassov, le dessin représentait au fond un vieux château, avec au premier plan un troubadour avec un luth (peut-être là pour donner les dimensions du château). Dans le catalogue de l'exposition on ne trouve pas de trace de cette production.
Le mouvement de Moussorgski, dotée d'une belle mélodie mélancolique qui s'étire (une indication caractère précise "très chantant, tristement"), évoque l'angoisse et un calme chagrin. La ligne mélodique par la construction des phrases rappelle le chant vocal, et la basse obstinée rappelle un accompagnement monotone au luth, à la cornemuse ou à un autre instrument ancien. Dans l'orchestration que Ravel fit, la mélodie est confiée au saxophone alto dont c'est l'unique intervention dans tout le cycle.
La partie centrale, passant en majeur, représente une éclaircie à laquelle se mêle bientôt de nouveau de la tristesse, puis le premier thème revient, puis s'éteint peu à peu, comme en s'endormant. La brève et forte conclusion inattendue sonne comme un adieu.

### Promenade
(Si majeur - relative majeure de la tonalité du mouvement précédent, mesure en alternance 5/4 et 6/4). (Moderato non tanto, pesamente)
Très courte (huit mesures), elle sert juste de transition.

### Tuileries. Disputes d'enfants après jeux
(Si majeur, mesure à 4/4) (Allegretto non troppo, cappricioso)
Stassov se souvient que sur le tableau était représentée une allée du jardin des Tuileries à Paris « avec beaucoup d'enfants et leurs gouvernantes ». Ce court mouvement contraste totalement avec le précédent. On y entend une mélodie lumineuse dans un registre haut et la gamme majeure est encore rendue plus lumineuse par l'élévation du quatrième degré ; le rythme rappelle de comptines et des taquineries d'enfant. Le premier thème supérieur s'oppose à un thème plus calme dans le medium dont le rythme fait penser à une conversation, transposant ainsi l'intonation de la gouvernante essayant de calmer les enfants. À la suite de quoi le premier thème rejaillit comme si les enfants n'écoutaient pas et continuaient à s'agiter.
Vu que Moussorgski n'a vraiment jamais bougé de Saint-Pétersbourg, on peut imaginer que ses promenades au Jardin d'Eté aient pu lui inspirer cette peinture vivace.

### Bydło
(Sol dièse mineur, mesure à 2/4) (Sempre moderato, pesante)
Dans sa lettre à Stassov, Moussorgski a nommé ce mouvement Sandomirzsko bydło (« le bétail à Sandomir »). Dans les commentaires de Stassov, le mouvement représentait une charrette polonaise sur d'énormes roues, tirée par des bœufs. Le lourd pas des bêtes est rendu par le rythme monotone à deux temps, grossièrement souligné par des accents du clavier au registre inférieur. Sur le fond du mouvement de l'attelage se détache le triste chantonnement du paysan cocher qui rappelle les mélodies populaires polonaises, russes ou ukrainiennes en mode mineur. Dans l'ensemble, du mouvement se dégage un tableau assez sombre : les bœufs, le cocher, soumis au destin, condamnés à faire leur travail jusqu'à la fin de leurs jours, l'absence de joie dans la vie d'un simple moujik sont montrés là en pleine lumière.
Dans le manuscrit autographe de Moussorgski, le mouvement commence fortissimo - suivant l'expression de l'auteur « en plein dans le front » - en contraste saisissant avec le tableau précédent Tuileries - mais Rimsky-Korsakov et Ravel le commencent calmement afin d'imiter l'effet d'un attelage qui s'approche et c'est seulement au point culminant que la pleine force est atteinte. Dans les deux variantes, la musique se calme vers la fin, représentant l'attelage qui s'éloigne. Dans l'édition de V. Gorovitz, les accords, qui représentent le mouvement de la charrette, doivent être joués arpégés, ce qui rend mieux l'impression de l'effort des bœufs et des grincements des roues.

### Promenade
(Ré mineur, mesure en alternance 5/4, 6/4 et 7/4) (Tranquillo)
Pour la première fois, le thème de l'intermède sonne en mineur comme pour signaler le changement d'humeur de l'auteur assombri. La tristesse est brusquement interrompue par le mouvement suivant dont les premières notes s'enchaînent directement à la fin de l'intermède, semblant suivre le regard du visiteur apercevant du bout des yeux le vivace tableau suivant et, plongé dans ses pensées, ne réalisant pas tout de suite ce qu'il représente.

### Балет невылупившихся птенцов(«Ballet des poussins dans leurs coques»)
(Fa majeur, mesure à 2/4) (Scherzino : vivo, leggiero – Trio)
Moussorgski s'est inspiré ici d'une esquisse réalisée par Hartmann pour les costumes du ballet Trilby de Jules Gustavovich Herbert (1831-1883), musicien russe né en Pologne, dans la chorégraphie de Marius Petipa au Bolchoï en 1871. Dans le ballet, il y avait un épisode où, comme l'écrivait Stassov « surgissait un groupe de petits pensionnaires d'une école de théâtre déguisés en canaris et courant en tous sens sur la scène. Certains étaient même représentés dans des œufs, comme dans des armures ». En tout Hartmann fit 17 esquisses pour les costumes du ballet dont 4 sont arrivées jusqu'à nous.
Le mouvement contraste violemment en atmosphère avec le précédent : ce scherzo léger et joyeux, danse comique et quelque peu embrouillée des poussins, est construit suivant la règle tripartite classique. Dans la première partie la ligne mélodique se marie astucieusement avec la représentation du piaillement des poussins et leurs sauts légers et désordonnés. Après un renforcement et une vive culmination avec le maintien d'une note sonore dans un registre aigu, la première partie est intégralement reprise puis, après le nouvel énoncé du sommet commence une seconde partie au rythme plus retenu (dans la terminologie classique - un Trio). Dans cette partie la danse plus régulière et très ordonnée s'accompagne d'interruptions par des trilles dans un registre élevé. À la suite de quoi revient intégralement la première partie (avec l'indication Da capo), fait assez rare pour Moussorgski peu habitué à se couler dans le moule très codifié des formes musicales. La coexistence entre l'obéissance très stricte à une telle forme et l'utilisation d'un thème peu sérieux participe d'ailleurs de l'effet comique produit par le mouvement.

### Samuel Goldenberg und Schmuÿle(«Samuel Goldenberg et Schmuyle»)
(Si bémol mineur, mesure à 4/4) (Andante)
Hartmann avait offert à Moussorgski deux de ses peintures : Juif avec une toque en fourrure. Sandomir et Le sandomirien (Sandomir, ville du sud-est de la Pologne, aujourd'hui Sandomierz, était au XIXe siècle possession autrichienne, et incluait depuis les années 1860 une importante minorité juive). Ces deux tableaux avaient été réalisés par Hartmann en 1868 en Pologne. Stassov se souvenait que Moussorgski louait beaucoup l'expressivité de ces deux réalisations et elles lui servirent de base pour son mouvement. Dans le titre, les deux personnages se distinguent par leur nom : au classique et européanisé Samuel renforcé par un nom germanique évoquant la richesse (Goldenberg : montagne d'or) s'oppose le nom simple et exotique de Schmuÿle. Stassov lors de la première publication changea le nom du mouvement pour « Deux juifs polonais, un riche et un pauvre ». Dans les éditions soviétiques elle est généralement titrée « Deux juifs, le riche et le pauvre ».
Les tableaux de Hartmann, qui ne sont en fait que des esquisses, ne prétendaient en rien à l'expressivité que Moussorgski a donnée à son mouvement. Le compositeur non seulement a réuni les deux portraits en un seul, mais a poussé les deux personnages à se parler et à dévoiler ainsi leur caractère. Le discours du premier apparaît sûr de lui et pondéré, avec des intonations autoritaires et moralisatrices, et construit sur le jeu lourd de la mélodie par les deux mains à l'octave. Moussorgski lui a ajouté une coloration vaguement orientaliste à l'aide de la gamme dite tzigane ou hongroise, une échelle harmonique comprenant une tierce mineure et deux secondes augmentées. Le discours du deuxième, sonne, en contraste avec le premier, se situe dans de tremblantes notes aiguës avec des appogiatures, et sa voix prend une coloration pitoyable et implorante. Les deux thèmes sont émis ensuite en contrepoint, avec conservation du contraste entre eux, simultanément au maintien de deux tonalités (ré bémol mineur et si bémol mineur). Le mouvement se termine par quelques notes fortes à l'octave - signalant qu'évidemment le dernier mot est revenu au riche.

### Promenade
(Si bémol majeur, mesure originellement à 11/4, dans les éditions publiées, en alternance 5/4 et 6/4) (Allegro giusto, nel modo russico, poco sostenuto)
Ravel l'a supprimée de son orchestration. Cet intermède répète quasiment à l'identique la toute première Promenade et introduit la seconde moitié du cycle à laquelle elle est reliée par un si bémol tenu seul avec point d'orgue et la mention « attaca » les premières notes du thème du tableau suivant (dont ce fameux si bémol).

### Limoges. Le marché. La grande nouvelle.
(Mi bémol majeur, mesure à 4/4) (Allegretto vivo, sempre scherzando)
Dans son manuscrit, Moussorgski écrivit en en-tête quelques plaisanteries en français sur les ragots qu'on peut entendre au marché, puis il les barra : 
« La grande nouvelle: M. Pimpant de Panta-Pantaléon vient de retrouver sa vache "La Fugitive". "Oui, Madame, c'était hier". — "Non, Madame, c'était avant-hier". "Eh bien, oui, Madame, la bête rôdait dans le voisinage". "Eh bien, non, Madame, la bête ne rôdait pas du tout". — etc. ».
« La grande nouvelle: M. de Puissangout vient de retrouver sa vache "La Fugitive". Mais les bonnes dames de Limoges ne sont pas tout à fait d'accord sur ce sujet, parce que Mme Remboursac s'est approprié une belle denture en porcelaine, tandis que M. de Panta-Pantaléon garde toujours son nez gênant — couleur pivoine »
Le tableau de Hartmann – s'il a jamais existé – n'a pas été conservé. On sait qu'Hartmann avait vécu un peu à Limoges et avait étudié l'architecture de la cathédrale mais dans le catalogue de l'exposition un tel sujet n'apparaît pas.
La bruyante agitation de ce mouvement se brise brusquement dans les sonorités de la suivante.

### Catacombæ (Sepulcrum romanum), Cum mortuis in lingua mortua
Cette pièce est composée de deux parties, parfois considérées comme deux pièces distinctes.

#### Catacombæ (Sepulcrum romanum)
(Si mineur, mesure à 3/4 (Sepulcrum)) (Largo)

#### Cum mortuis in lingua mortua
(Si mineur, mesure 6/4 (Con mortuis)) (Andante non troppo, con lamento)
Sur son tableau, Hartmann s'est représenté en compagnie de l'architecte Vassili Alexandrovitch Kenell (1834-1893) et d'un guide portant une lanterne dans les catacombes de Paris. Sur le côté gauche du tableau on peut voir des crânes faiblement éclairés.
Le sombre souterrain avec les sépultures est représenté par d'immobiles unissons à deux octaves (qui utilisent le phénomène acoustique des harmoniques imaginaires) parfois forts, parfois doux (en écho). Au milieu de ces accords, comme une ombre du passé, s'élève la lente mélodie. La musique se suspend alors sur un accord instable qui introduit une nouvelle partie : sur le fond d'un léger tremolo dans un registre aigu, apparaît une variation mineure du thème de la Promenade dans laquelle l'auteur dialogue avec l'esprit de Hartmann : « C'est comme dans le texte latin : l'esprit créateur du défunt Hartmann me conduit, en appelle aux crânes, les crânes s'éclairent. » Stassov écrivit à Rimsky-Korsakov : « Dans cette deuxième partie des Tableaux, il y a certaines lignes exceptionnellement poétiques. Cette musique sur le tableau de Hartmann Les catacombes de Paris, composée entièrement de crânes. Notre cher Moussorgski s'était d'abord représenté le sombre souterrain (par de longs accords tenus, souvent orchestraux, avec de longs points d'orgue). Après sur un tremolando arrive le thème de la première promenade en mineur qui jette des lueurs sur les crânes et alors tout à coup retentit l'appel poétique ensorcelé de Hartmann à Moussorgski… »
Le dialogue, qui a commencé dans un triste mineur graduellement évolue vers une tonalité majeure sortant l'auditeur de son impression d'enfermement et signalant l'apaisement de sa relation avec l'au-delà. Ramenant littéralement Hartmann chez lui, l'auteur conclut son cycle avec deux mouvements sur des thèmes russes.

### Избушка на курьих ножках (Баба-Яга)(«La Cabane sur des pattes de poule (Baba Yagà)»)
(Do mineur, mesure à 2/4) (Allegro con brio, feroce – Andante mosso – Allegro molto)
On trouva chez Hartmann une esquisse d'une horloge en bronze représentant une petite isba sur des pattes de poulet. Cependant la fantaisie de Moussorgski imagina quelque chose de très différent - la figure puissante et dynamique de la sorcière Baba-Yaga, un tableau de « force maléfique », rempli de dissonances démoniaques (dès la première mesure avec le saut brutal d'une grande septième). Au début se font entendre quelques accords impulsifs qui se multiplient imitant la course par laquelle commence le vol de la sorcière. De sonores croassements représentent le désordre et la méchanceté de Baba-Yaga. Les accents irréguliers imitent la démarche boiteuse de sa jambe de bois. Sur le fond de ces sonorités fait irruption la joyeuse et ivre mélodie jouée en accords pleins qui balaye littéralement tout sur son passage. À la suite de quoi apparaît la partie centrale du mouvement, tout à fait différente, douce et inquiète à la fois, pleine d'accords instables. Ensuite, dans une troisième partie, revient brutalement le premier thème suivi par une cadence pianistique faite d'une alternance de notes à l'octave signalant l'envol et qui finalement se fond dans le premier accord du mouvement suivant.

### Богатырские ворота. В стольном городе во Киеве.(«La Grande Porte de Kiev»)
(Mi bémol majeur, mesure à 2/2) (Allegro alla breve. Maestoso. Con grandezza)
Le dernier mouvement du cycle se fonde sur l'esquisse de Hartmann pour sa participation au concours d'architecture pour les portes de la ville de Kiev. Alexandre II y ayant en effet échappé à un attentat le 4 avril 1866, il décida d'offrir une porte monumentale à la ville et lança un concours. Le projet de Hartmann relevait du style russe ancien - une tour munie d'un clocher bulbé et au-dessus des portes une décoration en forme de la coiffe féminine traditionnelle, le kokochnik. Les portes soulignaient donc le caractère de Kiev comme une ville de la Russie ancienne. Le concours fut cependant annulé, et les projets ne furent jamais réalisés.
Le mouvement imaginé par Moussorgski peint le tableau coloré d'une solennité populaire et prend des allures de final d'opéra. L'indication « Maestoso », le rythme lent avec ses grandes durées donne à ce mouvement de la grandeur et de la majesté. Au début on entend une ample mélodie russe chantante qui se change ensuite de façon contrastée en un second thème calme et distant qui rappelle une hymne ecclésiale. Ensuite le premier thème ressurgit avec une nouvelle force, rajoutant encore une voix (des mouvements de croches à l'octave) et de nouveau passe, cette fois fort, au deuxième thème choral. Bientôt ce thème s'éteint et commençant la deuxième partie du mouvement, débute l'imitation au piano du son de cloche, d'abord calme et en mineur, puis de plus en plus fort et passant en majeur. À la lente grosse cloche s'ajoute en triolets une cloche plus petite puis, en croches encore plus délicates et au plus haut registre de l'instrument les petites cloches et dans leur tintamarre se glisse le thème de la Promenade - le thème de l'auteur, avec lequel le cycle avait commencé - dévoilant sa parenté avec le thème du présent mouvement. Enfin, dans une troisième partie on entend une variation renversée sur le thème de la première partie et les Tableaux sont conclus par une grandiose Coda.
Quelques chercheurs ont fait remarquer l'architecture symétrique de la construction des sujets des mouvements. Sur les bords se trouvent les thèmes principaux (la promenade et les portes de Kiev), plus près du centre les figures du rêve (le gnome et Baba-Yaga), encore plus près les peintures sociales (Vecchio Castello, Tuileries, l'attelage et les deux Juifs) et au centre la plaisanterie que constitue le ballet des poussins.

## Orchestrations et arrangements
Le premier musicien à arranger l'œuvre de Moussorgski pour l'orchestre fut le compositeur et chef d'orchestre russe Mikhail Touchmalov (1861-1896). Toutefois, sa version (créée en 1891 et probablement rédigée au début de l'année 1886 alors qu'il était l'élève de Rimsky-Korsakov) n'inclut pas toute l'œuvre: seulement sept des dix tableaux sont présents, sont exclus Gnome, les Tuileries, et Bydlo, et toutes les promenades sont omises sauf la dernière, qui est jouée à la place de la première.
L'orchestration suivante est due au compositeur britannique Henry Wood en 1915. Elle élimine elle aussi plusieurs des promenades.
Le premier musicien à proposer une orchestration de l'œuvre dans son intégralité fut le chef d'orchestre et violoniste slovène Leo Funtek, qui termina sa version en 1922, alors qu'il travaillait en Finlande.
Maurice Ravel en fait l'orchestration en 1922 à la demande du chef d'orchestre russo-américain Serge Koussevitzky, ce dernier en effectue la création le 19 octobre de la même année. Cette orchestration comprend un important solo de cor dans le dernier morceau. Cette démonstration virtuose d'un maître du colorisme a prouvé sa popularité en concert et dans l'industrie du disque en étant la version la plus jouée, mais Ravel omet la promenade entre les tableaux Samuel Goldenberg et Schmuÿle et Limoges.
Leopold Stokowski dirigea la version de Ravel pour le public de Philadelphie en novembre 1929 ; il réalisa dix ans après sa version très personnelle de l'œuvre (réécrivant plusieurs passages). Stokowski fera plusieurs révisions et enregistra trois fois son orchestration (1939, 1941 et 1965). La partition ne fut publiée qu'en 1971.
Beaucoup d'autres arrangements et orchestrations ont été créés, et la version originale pour piano est aussi fréquemment jouée et enregistrée. Un arrangement pour ensemble de cuivres fut réalisé par Elgar Howarth pour le Philip Jones Brass Ensemble dans les années 1970, et un autre pour quatuor à cordes a été réalisé par Baudime Jam pour le Quatuor Prima Vista au début des années 2000. Il existe aussi une adaptation pour guitare soliste par Kazuhito Yamashita.
D'autres versions très différentes du modèle classique ont été interprétées par des groupes de rock progressif et des ensembles de jazz et de folk, dont celle du trio de rock progressif Emerson, Lake and Palmer dans leur album de 1971 Pictures at an Exhibition, ainsi qu'une version pour synthétiseur par Isao Tomita en 1975, quelques années après avoir signé une orchestration utilisée pour le court-métrage d'Osamu Tezuka Tableaux d'une exposition. Deux arrangements heavy metal furent réalisés par les groupes allemand Mekong Delta et américain Armored Saint, qui utilise le thème de la grande porte de Kiev comme introduction à sa March of the Saint. En 2002, le compositeur de musique électronique Amon Tobin paraphrase Gnome pour le titre Back From Space de l'album Out from Out Where. Carl Craig et Moritz von Oswald, autres compositeurs de musique électronique, réalisèrent en 2008 une revisite de la version de Ravel dans l'album ReComposed. En 2003, le compositeur et guitariste Trevor Rabin réalise une adaptation pour guitare électrique de Promenade, jouée dans l'album de Yes  Big Generator, qu'il inclut ensuite dans son propre album 90124. En 2006, le violoncelliste Didier Petit inclut les Tableaux, et en particulier la Grande Porte de Kiev, dans la suite Wormholes interprétée par lui-même, Camel Zekri, Edward Perraud, Lucia Recio et Etienne Bultingaire (Buda Musique 860139). Le début de La Grande Porte de Kiev a été utilisée par Michael Jackson en introduction de sa chanson History, dans le second CD de l'album HIStory.

### Liste des différentes orchestrations
- Mikhail Touchmalov (comp. 1886), trois tableaux et quatre promenades non orchestrées
- Henry Wood (1915), omet quatre promenades
- Leo Funtek (1922)
- Maurice Ravel (1922), sans la cinquième promenade
- Giuseppe Becce (1922) pour orchestre de salon
- Leonidas Leonardi (1924)
- Lucien Cailliet (1937)
- Leopold Stokowski (1938), sans « Les Tuileries » et « Limoges »
- Walter Goehr (1942, avec une partie pour piano)
- Sergei Gorchakov (1954)
- Daniel Walter (1959)
- Mark Hindsley (v. 1963), pour grand orchestre d'harmonie
- Helmut Brandenburg (comp. 1970)
- Émile Naoumoff (comp. 1974), pour piano et orchestre
- Zdenek Macal (v. 1977)
- Lawrence Leonard (1977), pour piano et orchestre
- Vladimir Ashkenazy (1982)
- Pung Siu-Wen (v. 1983), orchestre de musiciens chinois
- Thomas Wilbrandt (1992)
- Byrwec Ellison (1995)
- Carl Simpson (1997)
- Julian Yu (2002), pour orchestre de chambre
- Hanspeter Gmur (date inconnue)
- Edouard Chappot (1998), pour harmonie de chambre 10 vents et 2 percussions
- Jacques Cohen et Andrejs Puskarevs (2019), pour cordes et percussions

### Versions non orchestrales
- Giuseppe Becce (1930, pour trio avec piano)
- Sviatoslav Richter (8 décembre 1949, chez Melodyia, pour piano)
- Julius Katchen (1950, pour piano)
- Rudolf Wurthner (comp. 1954, pour ensemble d'accordéons, version abrégée)
- Ralph Burns (1957, ensemble de jazz)
- Erik Leidzen (1960, pour fanfare)
- Allyn Ferguson (v. 1963, ensemble de jazz)
- Dale Eymann (v. 1965, pour ensemble, La grande porte de Kiev)
- B. Futerman (v. 1968, ensemble folklorique russe, La grande porte de Kiev)
- Roger Boutry (v. 1970, pour fanfare)
- Emerson, Lake and Palmer (Pictures at an Exhibition 1971)
- Harry van Hoof (v. 1972, ensemble de cuivres, La grande porte de Kiev)
- Isao Tomita (1975, synthétiseur)
- Oskar Gottlieb Blarr (1976, orgue)
- Elgar Howarth (v. 1977, ensemble de cuivres)
- Arthur Willis (1970s, orgue)
- Dr. Keith Chapman (1970s, orgue Wanamaker)
- Günther Kaunzinger (1980, orgue)
- Elgar Howarth (1981, ensemble de cuivres)
- Kazuhito Yamashita (1981, guitare classique)
- Reginald Haché (1982, pour deux pianos)
- Henk de Vlieger (1984, pour 14 percussions, célesta, harpe et piano)
- Arie Abbenes & Herman Jeurissen (1984, pour carillon et ensemble, La grande porte de Kiev)
- James Curnow (1985, pour fanfare, version abrégée)
- Jan Hala (v. 1988, pour guitare et orchestre pop, Baba-Yaga seulement)
- Jean Guillou (v. 1988, orgue)
- Heinz Wallisch (v. 1989, pour deux guitares)
- Yuri Chernov (v. 1991, ensemble folklorique russe, La grande porte de Kiev)
- Gert van Keulen (1992, pour fanfare)
- Hans Wilhelm Plate (1993, pour 44 pianos et un piano préparé)
- Jim Prime & Thom Hannum (1994, pour quintette de cuivre et ensemble; version abrégée)
- Hans-Karsten Raecke (1994, pour chœur, soliste vocal, synthétiseur, cuivres et percussion)
- Tangerine Dream (Pièce de l'album Turn of the Tides sortit en 1994)
- Elmar Rothe (1995, pour trois guitares)
- Mekong Delta (1997, groupe de thrash progressif)
- Vladimir Spultanov (piano, 1999)
- Joachim Linckelmann (1999, pour quintette à vent)
- Vladimir Boyashov (2000, ensemble folklorique russe)
- Baudime Jam (2001, quatuor à cordes)
- Evgeny Kissin (2001, piano) CD RCA. Choc de Classica. N°1 des huit versions sélectionnées pour une écoute aveugle en juillet août 2019
- Tim Seddon (v. 2002, deux pianos)
- Bertrand Hainaut (2003, ensemble de clarinettes et percussion)
- Mauricio Romero (2004, pour contrebasse solo)
- Carl Simpson (2004, orchestre à vent)
- Wayne Lytle, pour le DVD Animusic 2 (2005, pour synthétiseur, Promenade, La cabane sur des pattes de poule, La grande porte de Kiev)
- Bertrand Hainaut (2005, grand ensemble de clarinettes)
- Cameron Carpenter (2006, orgue)
- Sergei V. Korschmin (2006, ensemble de cuivres)
- David Aydellot (2006, fanfare)
- Glass Duo (2007, verrillon)
- Rossignol Bruno (2010, éditions Delatour France) piano à 4 mains
- Klimperei (2013, LP, In-Poly-Sons) toy & expérimental
- Guillaume Cardot (2013, quintette de cuivres avec percussions ad. lib. - création en 2014 par l'Arverne Brass Quintet)
- Gaetano Troccoli (2014 - pour trio de guitares - Lantro Music Edition
- Khatia Buniatishvili (2016, piano), CD Kaleidoscope, Sony Classical

Dates inconnues
- Ward Swingle (ensemble vocal, contrebasse et batteries, Limoges)
- John Boyd (fanfare)
- Vyacheslav Rozanov (orchestre d'accordéons, Le vieux château)
- William Schmidt (groupe de saxophone)
- Andrés Segovia (guitare, Le vieux château)
- Elias Seppala (fanfare)
- Atsushi Sugahara (ensemble de percussions)
- Tohru Takahashi (Harmonie de concert)
- Simon Wright (fanfare)
- Akira Yodo (ensemble de clarinette)
- Michael Sweeney (Harmonie)

## L'interprétation de Vassily Kandinsky
Vassily Kandinsky, alors qu'il travaille comme professeur au Bauhaus, propose une projection visuelle de l'œuvre, composée de multiples tableaux mobiles, comme si ces tableaux étaient des personnages graphiques. Ces formes sont entièrement abstraites, Kandinsky utilisant les formes apparaissant à son œil spirituel - l'expression est de lui - lorsqu'il écoute la musique.